# Aloe kahinii
Aloe kahinii är en grästrädsväxtart som beskrevs av T.A.Mccoy och John Jacob Lavranos. Aloe kahinii ingår i släktet Aloe och familjen grästrädsväxter.
Artens utbredningsområde är Somalia. Inga underarter finns listade i Catalogue of Life.